# Отто Ходецький
Отто Ходецький гербу Повала (пол. Otto Chodecki пом. 1534) — польський шляхтич, урядник Королівства Ягеллонів.

## Життєпис
Син руського воєводи Станіслава з Ходча та його дружини Барбари з Пільчі. Батько помер рано, повнолітнім став бл. 1489 року, тоді в заставі разом з братами мав Галицьке, Кам'янецьке, Теребовельське староства. 1505 р. посланий королем Олександром Яґеллончиком на здобуття Покуття.
У 1506 році король на любельському сеймі написав йому з братом Рафалом боргове зобов'язання на 2743 злотих «pro servitiis», яке обіцяв виплатити 1507 року. Борг прийняв наступний король Сігізмунд І Старий, за нього подарував О. Ходецькому «подимний» податок Галицької землі за 1506—1507 роки.
Подільське воєводство отримав від короля в Колодяжному (пол. Kołodzeżnie) під час його зворотньої дороги з ВКЛ; ймовірно, Сігізмунд I Старий надав за супровід короля Александра в московському поході.
Під час війни з Молдавським князівством перебував біля короля у Львові. 12 липня 1510 року був у складі комісії, яка в Червоному уклала з молдавською делегацією угоду щодо «взаємного виміру справедливості» та мирного співжиття на прикордонні. Не дотримувався умов цієї угоди, що викликало протести господаря Богдана III Сліпого. 1511 року король дозволив йому викуп Коломийського та Снятинського староств, у 1512 році надав їх правом «доживоття» правдоподібно за невиплачений борг короля Олександра. 1511 року разом з Єжи Крупським шляхтою Королівства Польського висланий на сейм ВКЛ у Вільнюсі у справі спільної організації оборони «в небезпечний час» та відновлення унії Корони з Литвою.
1512 р. отримав довічно Снятинське та Коломийське староства. 24 серпня 1512 року брав участь у битві під Вишнівцем. У 1513 році був одним з небагатьох сенаторів, які підтримали наміри короля провести військову реформу; намагався отримати вакантну посаду руського воєводи. Король, незадоволений його самовільною діяльністю всупереч постанов сейму 1514 року, надав її на сеймі в Кракові 1515 року. 1519 року був послом до Молдавії, 8 липня склав нову угоду щодо дотримання двома країнами прикордонного права; разом з братом Станіславом був у складі комісії щодо суперечки між львівською громадою та міськими райцями; змінив давній ґмінний уклад ЛЬвова, віддавши владу львівському патриціяту, за що Рада міста надала йому доходи з мит (пол. cła) львівських купців в Коломиї, Снятині.
У 1520 році захворів (хвороба тривала до смерті). Засідав на Пйотркувському сеймі 1521 року в справі зрадника ротмістра Радванковського. Сприяв відбудові Галицького замку. 1523 р. отримав у короля дозвіл проводити в Рогатині ярмарок щосуботи від Пасхи до Хрещення святого Івана (24 червня). 1524 р. брав участь в обороні Львова від нападу татар. У 1530 році завчасу попередив короля про ворожі наміри Петру Рареша, зібрав невеликий загін найманців для оборони кордону. Під час битви під Обертином висланий гетьманом Яном Амором Тарновським разом зі своїм військом до Чешибісів.
Помер 12 березня 1534 року у своєму містечку Комарне, похований зостався разом з предками та братами в Рогатині. Останній з роду Ходецьких.

### Посади
Львівський каштелян (30 серпня 1505, отримав після брата Станіслава); подільський (від 21 лютого / листопада 1509 р.), руський (від 1515 р.), сандомирський воєвода (1527 р.); староста любачівський, львівський (1530 р.), генеральний староста Русі (з 1529) краківський воєвода (від 23 березня 1533 р.).

## Власність, господарська діяльність, фундації, заповіт
Сприяв розвитку дідичного Рогатина, колонізував пустки, закладав та засновував нові міста (зокрема, у 1518 році — Вільшаницю (пол. Olszanice)), спроваджуючи поселенців навіть з Молдавії. Мав добре розвинуте рибне господарство. Сприяв унії Православної церкви з РКЦ, підтримував противників львівських латинських арцибіскупів через їм надане 1509 року королем право намісника Львівської православної єпархії, які за це звинувачували його в «схизмі». Був ревним католиком, намагався робити паломництва до Риму, сприяв будівництву костелів у Комарному, Добротворі, перед смертю створив фундацію для мансіонарів (пол. wieczystych mansionarzy). У заповіті переказав маєтки сестрам Бурнеті, Анні, сестрінкам Я. Сененському з Олеська, Яну Колі з Далеєва — галицькому кастеляну, польному гетьману.